# Podlasiens vojvodskap
Podlasiens vojvodskap (polska: Województwo podlaskie) är ett vojvodskap i nordöstra Polen. Det har fått namn efter landskapet Podlasien. Huvudstad är Białystok.